# Gabiria
Gabiria (in castigliano Gaviria) è un comune spagnolo di 502 abitanti situato nella comunità autonoma dei Paesi Baschi.